# Alexis Blanc
Alexis Blanc (ur. 24 listopada 1970 w Annecy) – francuski narciarz, specjalista narciarstwa dowolnego. Najlepszy wynik na mistrzostwach świata osiągnął podczas mistrzostw w Altenmarkt, gdzie zajął 4. miejsce w skokach akrobatycznych. Zajął także 18. miejsce w tej samej konkurencji na igrzyskach olimpijskich w Lillehammer. Najlepsze wyniki w Pucharze Świata osiągnął w sezonie 1995/1996, kiedy to zajął 14. miejsce w klasyfikacji generalnej, a w klasyfikacji skoków akrobatycznych był czwarty.
W 2006 r. zakończył karierę.

## Sukcesy

### Igrzyska olimpijskie
| Miejsce | Dzień     | Rok  | Miejscowość | Konkurencja        | Zwycięzca            |
| ------- | --------- | ---- | ----------- | ------------------ | -------------------- |
| 18.     | 24 lutego | 1994 | Lillehammer | Skoki akrobatyczne | Andreas Schönbächler |

### Mistrzostwa Świata
| Miejsce | Dzień     | Rok  | Miejscowość | Konkurencja        | Zwycięzca         |
| ------- | --------- | ---- | ----------- | ------------------ | ----------------- |
| 9.      | 17 lutego | 1991 | Lake Placid | Skoki akrobatyczne | Philippe LaRoche  |
| 4.      | 14 marca  | 1993 | Altenmarkt  | Skoki akrobatyczne | Philippe LaRoche  |
| 16.     | 19 lutego | 1995 | La Clusaz   | Skoki akrobatyczne | Trace Worthington |

#### Miejsca w klasyfikacji generalnej
- 1989/1990 – 102.
- 1990/1991 – 34.
- 1991/1992 – 55.
- 1992/1993 – 17.
- 1993/1994 – 27.
- 1994/1995 – 16.
- 1995/1996 – 14.
- 1996/1997 – 89.

#### Miejsca na podium
1. Pyhätunturi – 17 marca 1991 (Skoki akrobatyczne) – 3. miejsce
2. La Plagne – 27 lutego 1993 (Skoki akrobatyczne) – 1. miejsce
3. Piancavallo – 21 grudnia 1994 (Skoki akrobatyczne) – 3. miejsce
4. Oberjoch – 4 lutego 1995 (Skoki akrobatyczne) – 1. miejsce
5. La Plagne – 15 grudnia 1995 (Skoki akrobatyczne) – 1. miejsce
6. Piancavallo – 20 grudnia 1995 (Skoki akrobatyczne) – 1. miejsce
7. Oberjoch – 9 lutego 1996 (Skoki akrobatyczne) – 1. miejsce
8. Oberjoch – 10 lutego 1996 (Skoki akrobatyczne) – 1. miejsce
9. Mont Tremblant – 28 lutego 1996 (Skoki akrobatyczne) – 2. miejsce
10. Hundfjället – 9 marca 1996 (Skoki akrobatyczne) – 1. miejsce
11. Tignes – 7 grudnia 1996 (Skoki akrobatyczne) – 1. miejsce

- W sumie 8 zwycięstw, 1 drugie i 2 trzecie miejsca.